# Matea Benedetti
Matea Benedetti (rojena kot Mateja Benedetti), slovenska modna oblikovalka in kostumografinja, * 1975, Koper.
Matea Benedetti je v Ljubljani obiskovala srednjo šolo za oblikovanje in nato študirala na  Naravoslovnotehniški fakulteti. Izpopolnjevala se je na akademiji za umetnost na Nizozemskem.
Je lastnica blagovne znamke Benedetti Life. Oblikuje trajnostno modo in pri ustvarjanju uporablja naravne, ekološke materiale. Oblačila izdeluje denimo iz ananasovega usnja, bambusa, ekološke volne ter svile in pletenin, recikliranih plastenk in bombaža.
Italijanska izdaja modne revije Vogue je leta 2014 blagovno znamko Benedetti Life označila za  eno najbolj obetavnih ekoloških svetovnih modnih znamk, leta 2020 pa je v Londonu prejela nagrado eluxe za najbolj trajnostno in luksuzno znamko leta.
Prihaja iz Kopra, živi in dela pa v Ljubljani.